# Vydūnas
Vilius Storostas-Vydūnas (Jonaičiai, 22 de març de 1868 - Detmold, 20 de febrer de 1953), més conegut com a Vydūnas, va ser un escriptor, professor i filòsof lituà líder del Moviment prussià nacional lituà a Lituània Menor, i un dels líders del moviment teosòfic a Prússia Oriental.
Vydūnas va néixer al poble de Jonaičiai, a prop de Šilutė, al Regne de Prússia. El seu nom al passaport alemany era Wilhelm Storost, però Vilimas o Vilius Storostas era el nom correcte en llengua lituà, utilitzat per ell pròpiament, per la seva família, i per altres lituans. «Vydūnas» li va ser afegit al seu cognom com pseudònim quan tenia al voltant de 40 anys. Va morir a Detmold, Alemanya.
Vydūnas era d'ètica vegetariana, i va escriure diversos assaigs sobre les seves opcions ètiques. Va ser considerat com un candidat per al Premi Nobel per l'Associació d'Escriptors de Lituània.